# Encouraging Words
Albums de Billy Preston
That's The Way God Planned It
(1969) I Wrote A Simple Song
(1971)
Encouraging Words est le 8e album de Billy Preston, sorti en 1970 sur disques Apple.
George Harrison participa de façon étroite à la réalisation de cet album, en le coproduisant avec Billy Preston. Il avait déjà coproduit l'album précédent That's the way God Planned it avec Wayne Shuler en 1969, qui est sorti aussi sur Apple Records. George Harrison, en plus de produire l'album, a aussi composé une chanson avec Billy Preston, Sing One for the Lord et il joue aussi la guitare électrique, le synthétiseur Moog et les chœurs tout au long du disque. Eric Clapton et Delaney Bramlett (en) jouent aussi la guitare, alors que Ringo Starr et Jim Gordon sont à la batterie. Billy Preston reprend deux chansons de Harrison, My Sweet Lord et All Things Must Pass alors que celui-ci ne les avait pas encore enregistrées lui-même (les sessions d'enregistrements de son propre album solo All Things Must Pass débutèrent aussitôt que le disque de Preston fut terminé). Billy Preston reprend aussi une chanson des Beatles, I've Got a Feeling de l'album Let It Be.

## Contexte et chansons
Comme sur That's the Way God Planned It de l'année précédente, Billy Preston a travaillé en étroite collaboration avec George Harrison sur l'album. La carrière des Beatles étant essentiellement terminée, après que John Lennon eut annoncé en privé son départ du groupe en septembre 1969, Harrison se consacra à des projets de ses signatures Apple telles que Preston, Doris Troy et des fidèles du London Radha Krishna Temple. Sur Encouraging Words, il a coproduit avec Preston et a contribué en tant que musicien, choriste et auteur-compositeur.
Typique de l'approche de Preston pour développer ses chansons au fil du temps, certaines des pistes de l'album ont été enregistrées pour la première fois pendant les sessions de That's the Way God Planned It. "Let the Music Play" et "Use What You Got" datent de son passage chez Capitol Records, le label sur lequel il a été signé jusqu'à ce que, peu de temps après que Preston ait joué sur les sessions de l'album Let It Be des Beatles en janvier 1969, Harrison a organisé pour son transfert au label Apple des Beatles. " You've Been Acting Strange ", écrit par Ronnie Lee Williams, était une chanson que Preston a répétée avec les Beatles au cours des mêmes sessions. Encouraging Words contient également " I've Got a Feeling ", une chanson de Lennon-McCartney de Let It Be , qui est restée inédite jusqu'en mai 1970. Harrison a laissé Preston enregistrer sa composition " All Things Must Pass ", que les Beatles avaient également répété en Janvier 1969. "Sing One for the Lord", écrite par Harrison et Preston, fut l'un des premiers enregistrements que le duo fit ensemble, en février 1969. Dans une interview de 1971, Preston déclara à propos de leur approche interconfessionnelle respective : "Les noms changent : le sien est Krishna ; le mien est le Christ. La promotion spirituelle louant Dieu, le chantant, le répandant, attirant les gens vers lui - ce sont les choses que nous avons en commun."
Harrison a également prêté a Billy sa chanson "My Sweet Lord", dont l'écriture a commencé, avec la contribution de Preston, lorsqu'ils étaient à Copenhague en décembre 1969 lors de la tournée européenne de Delaney & Bonnie and Friends. Intitulée à l'origine "Drop Out", la chanson "Encouraging Words" contient des paroles dans lesquelles Preston exhorte: "Sois gentille, sois cool et sois prudente / Aie de l'espoir, gardes la foi, bébé et sois reconnaissante." Dans la même interview de 1971, Preston a déclaré: "Mon message est de changer l'image de la plupart des artistes en tant que" stars ", chantant de la merde de sucette. Je veux donner aux gens quelque chose dont ils se souviendront vraiment, pour aider leur vie ... et ce dont je parle, c'est de Dieu - un bon message solide qui vous fait réfléchir." La majorité des chansons ont été écrites par Preston seul, avec la contribution occasionnelle des chanteurs de gospel Jesse Kirkland et Joe Greene. 

## Liste des pistes
| No  | Titre                                                                       | Auteur                         | Durée |
| --- | --------------------------------------------------------------------------- | ------------------------------ | ----- |
| 1.  | Right Now                                                                   | Billy Preston                  | 3:14  |
| 2.  | Little Girl                                                                 | Billy Preston                  | 3:28  |
| 3.  | Use What You Got                                                            | Billy Preston                  | 4:22  |
| 4.  | My Sweet Lord                                                               | George Harrison                | 3:21  |
| 5.  | Let The Music Play                                                          | Jesse Kirkland, Billy Preston  | 2:44  |
| 6.  | The Same Thing Again                                                        | James Herndon, Billy Preston   | 4:32  |
| 7.  | I've Got a Feeling                                                          | John Lennon, Paul McCartney    | 2:51  |
| 8.  | Sing One for the Lord                                                       | George Harrison, Billy Preston | 3:49  |
| 9.  | When You Are Mine                                                           | Billy Preston                  | 2:45  |
| 10. | I Don't Want You To Pretend                                                 | Billy Preston                  | 2:38  |
| 11. | Encouraging Words                                                           | Billy Preston                  | 3:35  |
| 12. | All Things Must Pass                                                        | George Harrison                | 3:43  |
| 13. | You've Been Acting Strange                                                  | Billy Preston                  | 3:27  |
| 14. | As Long As I Got My Baby (Chanson bonus réédition CD 1993)                  | Billy Preston                  | 2:42  |
| 15. | All That I've Got (I'm Gonna Give To You) (Chanson bonus réédition CD 2010) | Billy Preston, Doris Troy      | 3:34  |
| 16. | How Long Has This Train Been Gone (Chanson bonus réédition CD 2010)         | Billy Preston, Bruce Fisher    | 3:17  |

## Personnel
- Billy Preston : Chant, chœurs, orgue Hammond, piano, piano électrique, harmonica
- George Harrison : Guitare électrique, synthétiseur Moog, chœurs
- Eric Clapton : Guitare électrique (1, 3, 11)
- Delaney Bramlett (en) : Guitare électrique (11), chœurs
- Carl Radle : Basse
- Klaus Voormann : Basse
- Ringo Starr : Batterie
- Jim Gordon : Batterie
- Bobby Keys : Saxophone
- Jim Price : Trompette, trombone, arrangements des cuivres
- The Edwin Hawkins Singers : Chœurs (4, 12)
- Membres des musiciens de tournée des Temptations– guitare électrique, basse, batterie
- Membres des musiciens de tournée de Sam & Dave - basse, batterie
- Non crédités - arrangements des cordes et percussions